# Beaufort, Carolina de Sud
Beaufort este un oraș în comitatul Beaufort, statul Carolina de Sud, SUA. Orașul a luat ființă în anul 1711, după Charleston fiind al doilea oraș ca mărime din Carolina de Sud. El este amplasat pe insula Port Royal, care se află în Port Royal Sound pe coasta oceanului Atlantic. 
În anul 2000 (U.S. Census 2000) orașul avea 12.950 locuitori pe o suprafață de 48,2 km². Venitul mediu pe cap de locuitor era de cca. 20.501 dolari. 13,0% din populație trăiește la limita sărăciei (în SUA procentul este de 12,4%). Circa 13% din populație sunt de etnie germană.

## Personalități născute aici
- Robert Smalls (1839 - 1915), fost sclav devenit politician, om de afaceri;
- Joe Frazier (1944 - 2011), boxer.